# Camilo Egas

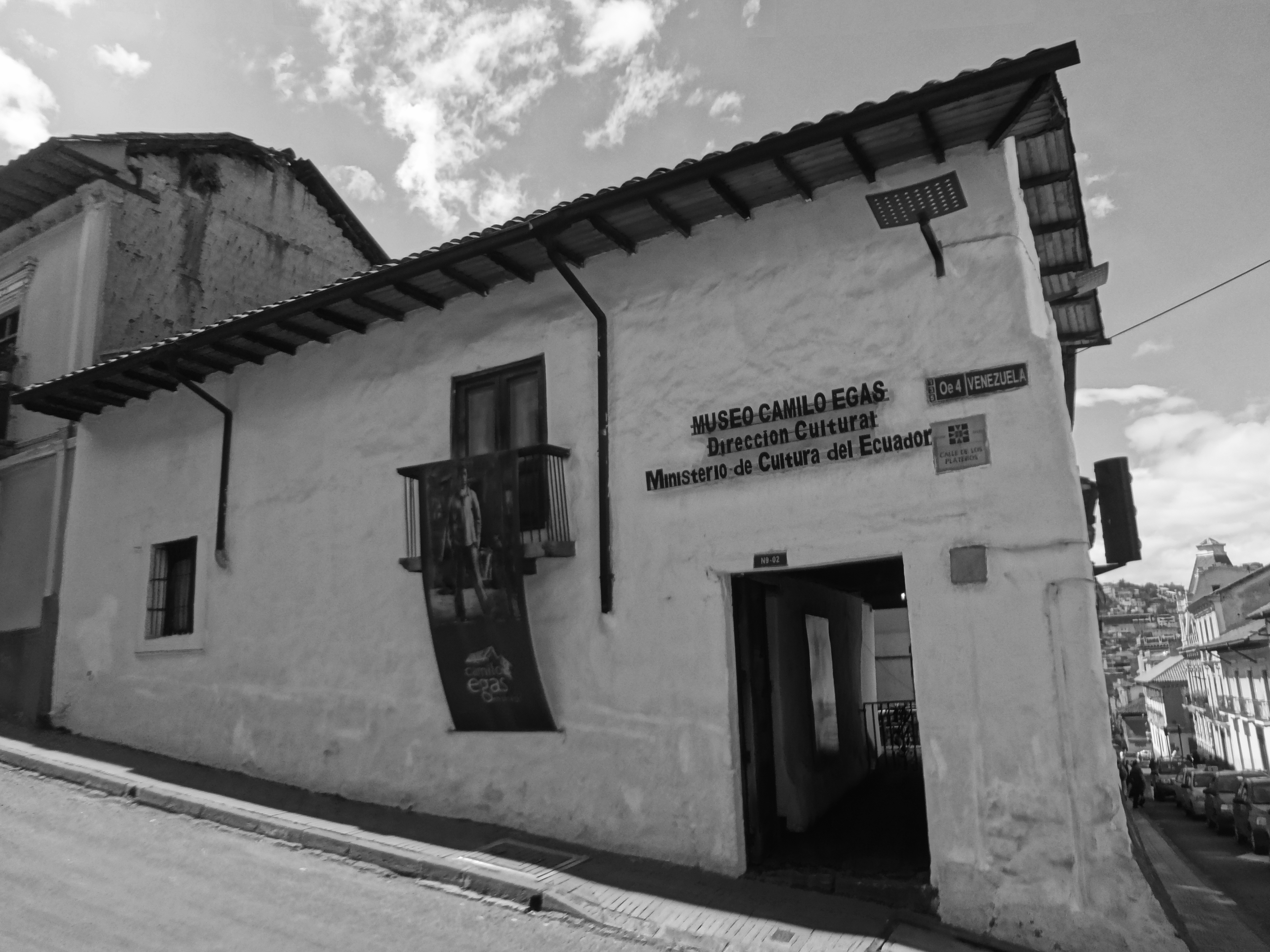
Museum Camilo Egas

Camilo Egas (* 1. Dezember 1889 in Quito, Ecuador; † 1962 in New York City) war ein ecuadorianischer Kunstmaler.
Camilo Egas absolvierte eine Ausbildung als Maler an der „School of Fine Arts“ in Quito und an den königlichen Akademien von Rom und in Asien sowie San Fernando in Madrid und Colarroisse in Paris. Nach seiner Rückkehr aus Europa hatte er die Absicht, sich in Ecuador niederzulassen und Vorläuferbilder des Indigenismus zu malen. Von 1937 bis zu seinem Tod ließ er sich jedoch in New York nieder. Zwischen 1935 und 1962 war er Direktor der School of Painting der New School for Social Research, New York. 
Im April 1926 gründete er das Avantgarde-Magazin Hélice, das zwischen April und September desselben Jahres erschien.
In den späten 1970er Jahren stellte die Zentralbank von Ecuador ein Haus zur Verfügung, damit das Camilo Egas Museum eingerichtet werden konnte.  Das Museum befindet sich in einem Herrenhaus aus dem 17. Jahrhundert, das kürzlich restauriert wurde und nur wenige Gehminuten von der Basilika entfernt ist. Es wird vom Ministerio de Cultura y Patrimonio, Ecuador betrieben. Die Dauerausstellung zeigt die verschiedenen Stadien, in denen Camilo Egas, einer der vielseitigsten Künstler der Zeit in Ecuador, arbeitete. Der Eintritt ist frei.